# ماريانو دوندا
ماريانو مارتين دوندا (بالإسبانية: Mariano Martín Donda)‏ الشهير باسم ماريانو دوندا (مواليد 25 مارس 1982 في بوينس آيرس - الأرجنتين) لاعب كرة قدم أرجنتيني يلعب حاليا لصالح نادي الوصل الإماراتي، كما يجيد اللعب في مركز الجناح الأيمن والأيسر.

## روابط خارجية
- ماريانو دوندا على موقع Soccerway.com (الإنجليزية)
- ماريانو دوندا على موقع عالم كرة القدم.نت (الإنجليزية)
- ماريانو دوندا على موقع كووورة